# NGC 841
NGC 841 ist eine Balken-Spiralgalaxie mit aktivem Galaxienkern vom Hubble-Typ SBab im Sternbild Andromeda am Nordsternhimmel. Sie ist schätzungsweise 210 Millionen Lichtjahre von der Milchstraße entfernt und hat einen Durchmesser von etwa 110.000 Lichtjahren.
Im selben Himmelsareal befinden sich u. a. die Galaxien NGC 834 und NGC 845.
Das Objekt wurde am 24. November 1883 von dem französischen Astronomen Édouard Jean-Marie Stephan entdeckt.

## NGC 841-Gruppe (LGG 51)
| Galaxie  | Alternativname | Entfernung/Mio. Lj |
| -------- | -------------- | ------------------ |
| NGC 841  | PGC 8372       | 210                |
| NGC 834  | PGC 8352       | 211                |
| PGC 8587 | UGC 1721       | 213                |
| PGC 8798 | UGC 1771       | 200                |
| PGC 8237 | UGC 1650       | 211                |
| PGC 8351 | UGC 1673       | 200                |